# David Schumacher (Rennfahrer)
David Schumacher (* 23. Oktober 2001 in Salzburg, Österreich) ist ein deutscher Automobilrennfahrer. Er fuhr von 2022 bis 2023 in der DTM.

## Karriere
David Schumacher saß bereits im Alter von vier Jahren das erste Mal in einem Kart. Auch seine Motorsportkarriere begann im Kart; 2017 belegte er Platz zwei in der deutschen Junioren-Kartmeisterschaft sowie Platz 13 bei der CIK-FIA-Kart-Europameisterschaft. Im selben Jahr unterschrieb er bei dem Formel-4-Rennstall US Racing CHRS seines Vaters Ralf Schumacher.
Zum Jahresende 2017 absolvierte Schumacher eine Saison in der UAE-Formel-4-Meisterschaft. Hier lief er für das Team Rasgaira Motorsports auf, mit denen US Racing eine Kooperation für eine Saison ausgehandelt hatte. Weil die Saison in der UAE-Formel-4 über den Jahreswechsel ausgetragen wird, wurde dies als optimale Vorbereitung auf die im Frühjahr beginnende deutsche Formel-4-Meisterschaft gesehen.
Nach einer starken Saison mit drei Siegen und nur zwei Zielankünften ohne Podestplatzierung wurde Schumacher Vizemeister hinter Charles Weerts. Durch diesen Erfolg erhielt Schumacher seine ersten Punkte für die FIA-Superlizenz.
In der Saison 2018 der deutschen Formel-4-Meisterschaft fuhr Schumacher wie geplant für das Team US Racing CHRS, bei dem sein Vater Teamchef ist. Er wurde am Saisonende Gesamtneunter und bester Rookie vor Niklas Krütten.
2019 fuhr er in der ersten Saison der neuen Formula Regional European Championship, wo er den vierten Platz unter 20 Fahrern belegte. Beim letzten Saisonlauf in Sotschi mit dem Team Campos Racing feierte er sein Debüt in der FIA-Formel-3-Meisterschaft.
Für die 2020er-Saison wurde er als Stammpilot in der FIA-Formel-3-Meisterschaft eingesetzt. In dieser Saison erreichte er jedoch mit dem tschechischen Rennstall Charouz und dem britischen Rennteam Carlin Buzz Racing, zu dem er im Laufe der Saison wechselte, in 18 Saisonrennen keine Weltmeisterschaftspunkte.
In der Saison 2021 fuhr David Schumacher für das italienische Team Trident in der Formel 3. Schumacher gewann das zweite Sprintrennen in Österreich, es war zugleich  sein erster Sieg in der Meisterschaft. Die Saison beendete er mit 55 Weltmeisterschaftspunkten auf Gesamtrang 11.
Zur Saison 2022 wechselte Schumacher in die DTM zu Winward Racing. Beim Samstagsrennen in Hockenheim kollidierte der auf Platz 7 liegende Schumacher mit dem auf Platz 8 liegenden Thomas Preining. Beide schieden aus und starteten das Rennen am Sonntag nicht. Später stellte sich raus, dass Schumacher einen Lendenwirbelbruch erlitten hatte. Damit blieb Schumacher in seiner ersten DTM-Saison punktelos und schloss sie auf Platz 28 ab. Zudem startete er in dieser Saison bei den Läufen der FIA-Formel-3-Meisterschaft in Imola und Zandvoort erneut für das Team Charouz, wo er Ayrton Simmons und Christian Mansell ersetzte.
Für die Saison 2023 wurde Schumacher in der DTM und der GT World Challenge Europe für Winward Racing als Fahrer bestätigt. Im zweiten Rennen in Oschersleben konnte Schumacher mit Platz 13 seine ersten Punkte in der DTM erzielen.

## Persönliches
Er ist der Sohn von Cora Schumacher und dem ehemaligen deutschen Formel-1-Rennfahrer Ralf Schumacher. Sein Onkel ist der Formel-1-Rekordweltmeister Michael Schumacher. Auch sein Cousin Mick Schumacher ist als Rennfahrer aktiv und fuhr 2021 und 2022 in der Formel 1. Seine Cousine ist die Reining-Europameisterin Gina-Maria Bethke.
Seine langjährige Lebensgefährtin ist die ungarische Rennfahrerin Vivien Keszthelyi.

## Statistik

### Karrierestationen
| - 2005–2017: Kartsport - 2017/18: Formel 4 der Vereinigten Arabischen Emirate (Platz 2) - 2018: Deutsche Formel 4 (Platz 9) - 2019: Formula Regional European Championship (Platz 4) - 2020: FIA-Formel-3-Meisterschaft (Platz 28) - 2021: FIA-Formel-3-Meisterschaft (Platz 11) | - 2022: Deutsche Tourenwagen-Masters (Platz 28) - 2023: Deutsche Tourenwagen-Masters (Platz 25) - 2024: ADAC GT Masters |

### Einzelergebnisse in der Formula Regional European Championship
| Jahr | Team      | 1   | 2   | 3   | 4   | 5   | 6   | 7   | 8   | 9   | 10  | 11  | 12  | 13  | 14  | 15  | 16  | 17  | 18  | 19  | 20  | 21  | 22  | 23  | 24  | Punkte | Rang |
| ---- | --------- | --- | --- | --- | --- | --- | --- | --- | --- | --- | --- | --- | --- | --- | --- | --- | --- | --- | --- | --- | --- | --- | --- | --- | --- | ------ | ---- |
| 2019 | US Racing | LEC | LEC | LEC | VLL | VLL | HUN | HUN | HUN | RBR | RBR | RBR | IMO | IMO | IMO | IMO | CAT | CAT | CAT | MUG | MUG | MUG | MNZ | MNZ | MNZ | 285    | 4.   |
| 2019 | US Racing | 8   | 6   | 3   | 1   | 7   | 6   | 5   | 7   | 3   | 2   | 6   | 8   | 5   | 6   | 4   | 3   | 1   | 1   | 2   | 14  | 1   | 7   | 7   | 6   | 285    | 4.   |